# 城巴27線
城巴27線是香港一條來往港島東區北角碼頭、炮台山和寶馬山的路線，為居民提供短程的服務。
該線是香港島最後一條按開辦時間順序編號的路線。

## 歷史
- 1978年4月3日，27線開辦，由中巴營運，總站分別設於北角碼頭及寶馬山。
- 1996年4月29日，路線延長至銅鑼灣，途經怡景道及勵德邨。
- 1996年8月1日，路線改由途經銅鑼灣道、摩頓台、高士威道、禮頓道、邊寧頓街、怡和街、銅鑼灣道返回大坑道原有路線。
- 1996年10月16日，因銅鑼灣交通狀況問題，總站回遷北角碼頭。
- 1997年5月23日，城巴529線開辦，打破該路線壟斷寶馬山來往東區巴士路線的局面。
- 1998年7月16日，增派空調單層巴士行走。
- 1998年9月1日，中巴專營權結束，改由新巴接辦。
- 2008年6月8日，全程車費從$4.2加至$4.4。
- 2018年3月26日：增設實時抵站時間查詢服務。
- 2023年7月1日：因應城巴新巴專營權合併，本線改由城巴經營。

## 服務時間及班次
| 北角碼頭開       | 北角碼頭開          | 北角碼頭開   |
| 日期             | 服務時間            | 班次（分鐘） |
| ---------------- | ------------------- | ------------ |
| 星期一至五       | 06:30-07:20         | 10           |
| 星期一至五       | 07:36、07:45、08:03 |              |
| 星期一至五       | 08:20-23:40         | 20           |
| 星期六           | 06:30-07:00         | 15           |
| 星期六           | 07:00-22:00         | 20           |
| 星期六           | 22:00-23:40         | 25           |
| 星期日及公眾假期 | 08:00-23:40         | 20           |

特別班次（北角碼頭→寶馬山）
- 星期一至五上課日：07:03、07:07、07:15、07:17、07:27、07:54

星期六、日、學校假期及公眾假期不設服務

## 收費
全程：$5.5
- 英皇道近電廠街往北角碼頭：$4.8

| - 本線設有12歲以下小童及65歲或以上長者半價優惠。 - 65歲或以上香港居民使用「樂悠咭」，以及12歲以下合資格殘疾兒童使用「殘疾人士身份」個人八達通繳付車資，均可享有每程$2.0或半價（以較低者為準）的票價優惠；12至64歲合資格殘疾人士使用「殘疾人士身份」個人八達通（包括「樂悠咭」），以及60至64歲香港居民使用「樂悠咭」繳付車資，均可享有每程$2.0或全費（以較低者為準）的票價優惠。 - 65歲或以上長者如使用長者或一般個人八達通繳付車資，則只可享有半價優惠；12至64歲合資格殘疾人士如不使用「殘疾人士身份」個人八達通，以及60至64歲人士如不使用「樂悠咭」繳付車資，必須繳付全費。 - 乘客可以現金或八達通於上車時付款，不設找續。 - 每位成人乘客可免費攜帶最多兩名4歲以下而不佔座位的兒童乘客乘車，超額之4歲以下小童必須繳付小童車費乘車。 - 九龍巴士、城巴及龍運巴士全職員工及家屬（不包括外判職員）可免費乘搭本路線，惟必須拍職員或職員家屬八達通。 - 乘客亦可使用AlipayHK「易乘碼」、支付寶、WeChatHK／微信支付「搭車碼」、銀聯雲閃付「乘車碼」及BOC Pay「乘車碼」、具有感應式支付功能的VISA、Mastercard及銀聯卡，以及Apple Pay、Google Pay及Samsung Pay流動支付平台繳付車資。使用此支付方式的乘客可享有中途下車之分段收費，以及與其他城巴獨營路線或聯營線城巴班次之轉乘優惠，惟不適用於與非城巴路線之轉乘優惠。乘客亦不能享有「公共交通費用補貼計劃」及「長者及合資格殘疾人士公共交通票價優惠計劃」。 |

### 八達通轉乘優惠
乘客登上本線後指定時間內以同一張八達通卡轉乘以下路線，或從以下路線登車後指定時間內以同一張八達通卡轉乘本線，次程可獲車資折扣優惠：
27←→2A、18(P)、38、42(C)或82，次程可獲$1折扣優惠，轉乘時限為90分鐘
- 27往北角碼頭 → 2A往耀東邨、18(P)往堅尼地城、38往置富、42往華富、42C往數碼港或82往小西灣
- 2A往灣仔、18(P)、38、42(C)或82往北角 → 27往寶馬山

27←→678，次程可獲$2.4折扣優惠，轉乘時限為150分鐘
- 27往北角碼頭 → 678往上水
- 678往銅鑼灣 → 27往寶馬山

27←→A11
- 27往北角碼頭 → A11往機場，回贈首程車資，轉乘時限為90分鐘
- A11往北角碼頭 → 27往寶馬山，次程車資全免，轉乘時限為120分鐘

## 使用車輛
現時本線主要使用亞歷山大丹尼士Enviro 500（40XX、55XX）及富豪B9TL（45XX）行駛。

## 行車路線
經：琴行街、英皇道、炮台山道、天后廟道、雲景道、寶馬山道、校園徑、寶馬山公共運輸交匯處、寶馬山道、天后廟道、炮台山道、英皇道、書局街、渣華道及電照街。

### 沿線車站

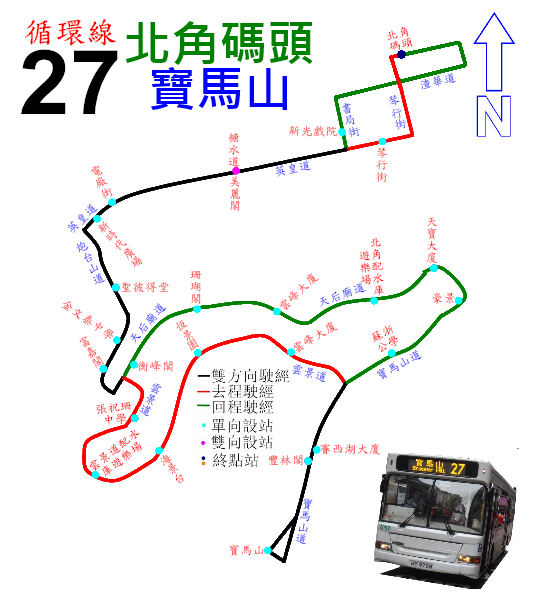
此線的走線圖

| 北角碼頭開 | 北角碼頭開         | 北角碼頭開             |
| 序號       | 車站名稱           | 位置                   |
| ---------- | ------------------ | ---------------------- |
| 1          | 北角碼頭           | 北角碼頭公共運輸交匯處 |
| 2          | 琴行街             | 英皇道                 |
| 3          | 美麗閣             | 英皇道                 |
| 4          | 新時代廣場         | 英皇道                 |
| 5          | 聖彼得堂           | 炮台山道               |
| 6          | 富嘉閣             | 炮台山道               |
| 7          | 張祝珊英文中學     | 雲景道                 |
| 8          | 雲景道配水庫遊樂場 | 雲景道                 |
| 9          | 海景台             | 雲景道                 |
| 10         | 恆景園             | 雲景道                 |
| 11         | 雲峰大廈           | 雲景道                 |
| 12         | 賽西湖大廈         | 寶馬山道               |
| 13         | 寶馬山             | 寶馬山公共運輸交匯處   |
| 14         | 豐林閣             | 寶馬山道               |
| 15         | 蘇浙公學           | 寶馬山道               |
| 16         | 豪景               | 寶馬山道               |
| 17         | 天寶大廈           | 天后廟道               |
| 18         | 北角配水庫遊樂場   | 天后廟道               |
| 19         | 雲峰大廈           | 天后廟道               |
| 20         | 珊瑚閣             | 天后廟道               |
| 21         | 衡峰閣             | 天后廟道               |
| 22         | 金文泰中學         | 炮台山道               |
| 23         | 電廠街             | 英皇道                 |
| 24         | 糖水道             | 英皇道                 |
| 25         | 馬寶道             | 書局街                 |
| 26         | 北角碼頭           | 北角碼頭公共運輸交匯處 |

### 途經學校列表
由於本線以提供寶馬山學校區的學生於上下課使用，所以途經多所學校，途經的學校如下：
1. 聖公會聖米迦勒小學
2. 金文泰中學
3. 張祝珊英文中學
4. 東華三院李潤田紀念中學
5. 北角協同中學
6. 閩僑中學
7. 中華基督教會桂華山中學
8. 聖貞德中學
9. 香港樹仁大學
10. 蘇浙公學
11. 培僑中學
12. 漢基國際學校
13. 香港日本人學校（中學部）

## 外部連結
- 城巴網頁 城巴27線 （页面存档备份，存于）
- 681巴士總站－城巴27線 （页面存档备份，存于）